# Alfenus calamistratus
Alfenus calamistratus là một loài nhện trong họ Salticidae.
Loài này thuộc chi Alfenus. Alfenus calamistratus được Eugène Simon miêu tả năm 1902.